# Mohamed El-Filali
Mohamed El-Filali - em árabe, محمد الفيلالي (El Malah, 9 de julho de 1945) - é um ex-futebolista profissional marroquino nascido na Argélia colonial, que atuava como atacante.

## Carreira
Mohamed El-Filali fez parte do elenco da histórica Seleção Marroquina de Futebol da Copa do Mundo de 1970, ele fez três partidas. 